# 薩摩酒造
薩摩酒造株式会社（さつましゅぞう）は、鹿児島県（旧薩摩国）枕崎市に本社・工場を置く日本の酒造会社。主力商品は焼酎で、2023年からウイスキー製造にも参入した。
2014年の売上高は170億円であり、日本の焼酎メーカー全体では霧島酒造、三和酒類に次いで3位である。同根企業に本坊酒造や本坊商店などがある。

## 概要

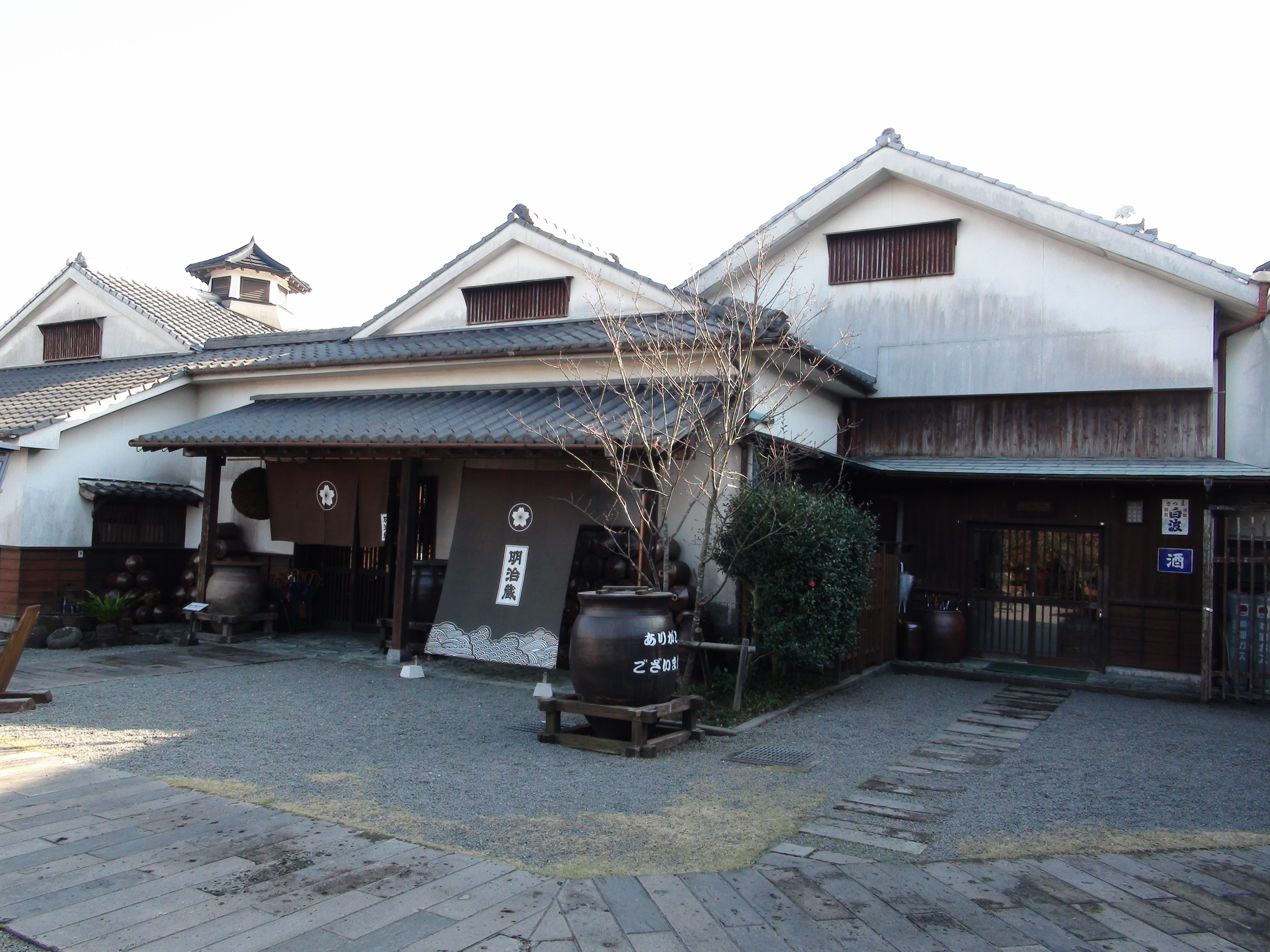
明治蔵（2014年12月撮影）

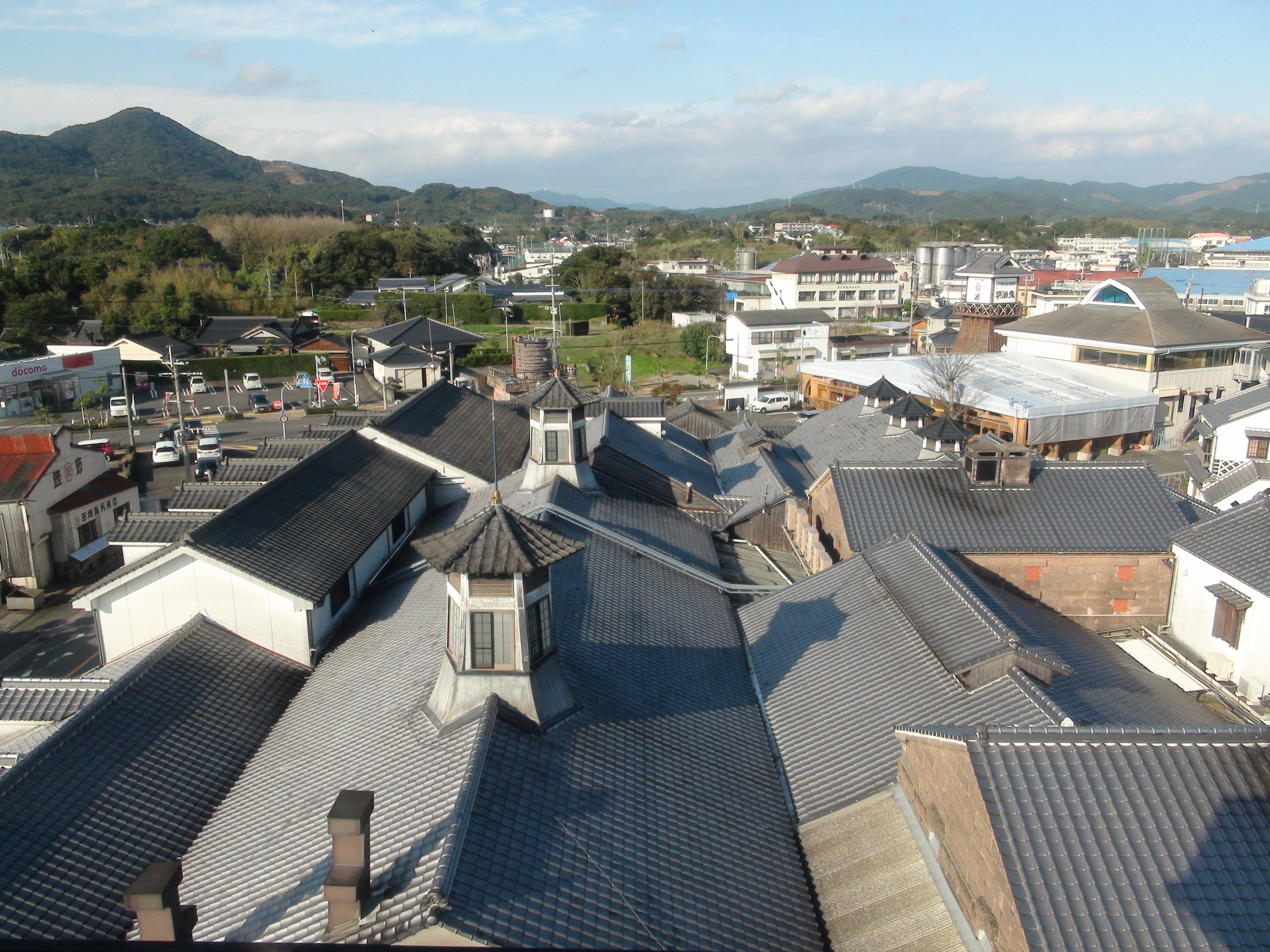
花渡川蒸留所（2014年12月撮影）

「さつま白波」（さつましらなみ）の銘柄で芋焼酎を製造・販売している。「さつま白波」は、鹿児島県を中心とした九州をはじめとして、西日本に限らず日本全国で発売されている。
全国CMを展開しており、1970年代後半に放送された「6×4（ロクヨン）のお湯割り」「酔い醒めさわやか」のキャッチコピーで「白波」の名が全国に知れ渡り、1980年代から始まった“焼酎ブーム”を大きく支える切っ掛けを作った。2015年時点のCMは、米倉涼子が出演している。

## 本社・工場・支店
本社・花渡川蒸溜所・花渡川ビアハウス
- 鹿児島県枕崎市立神本町26番地

穎娃蒸溜所
- 鹿児島県南九州市頴娃町御領1279-1

火の神蒸溜所
- 鹿児島県枕崎市火の神北町388

瓶詰工場
- 鹿児島県枕崎市中央町12番地

東京支店
- 東京都中央区八重洲2丁目2番10号 南星八重洲ビル

大阪支店
- 大阪府大阪市中央区島之内1丁目22番4号 サナス長堀

福岡支店
- 福岡県福岡市博多区博多駅前1丁目7番24号

## 主要商品

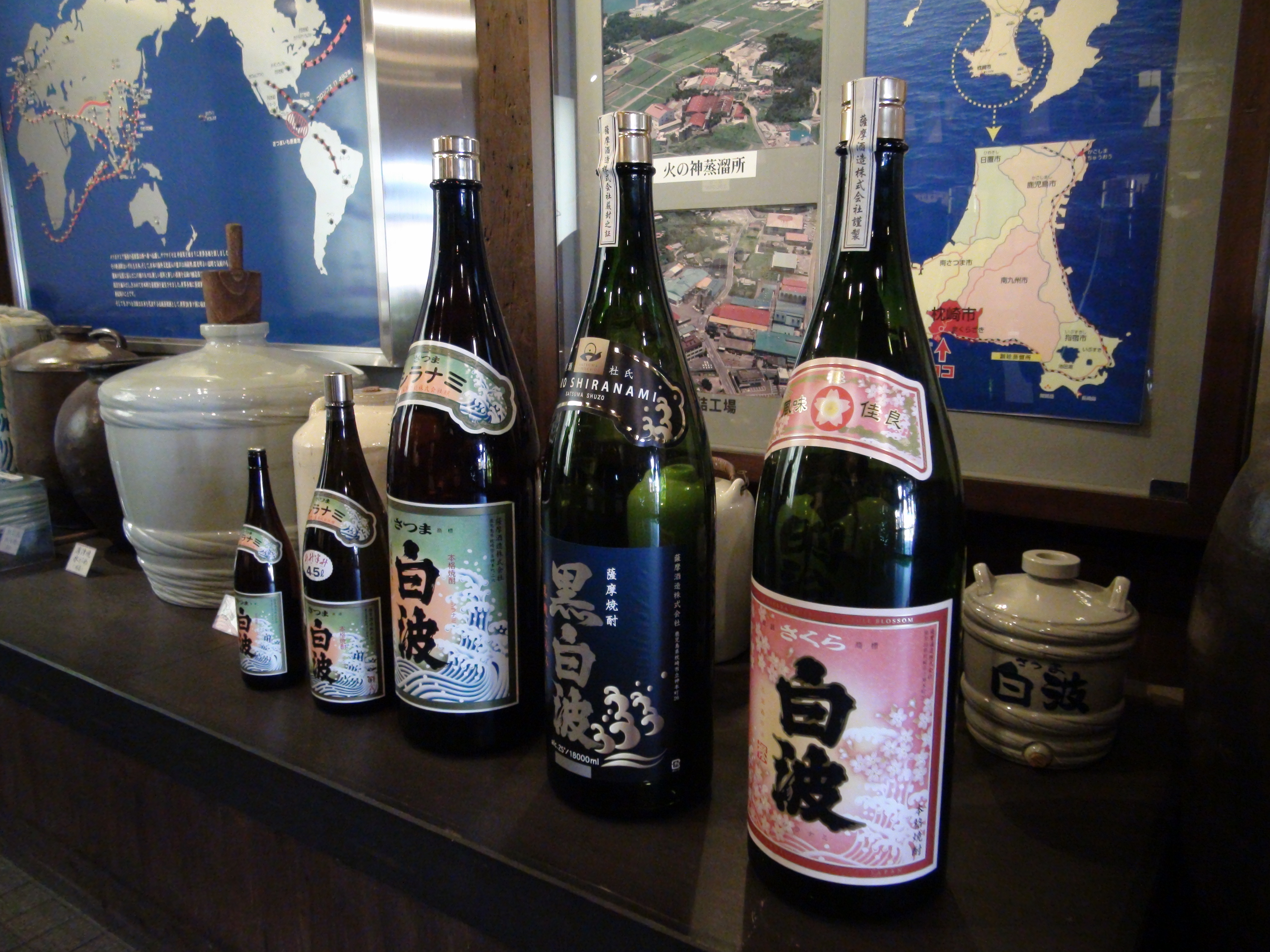
芋焼酎ボトル

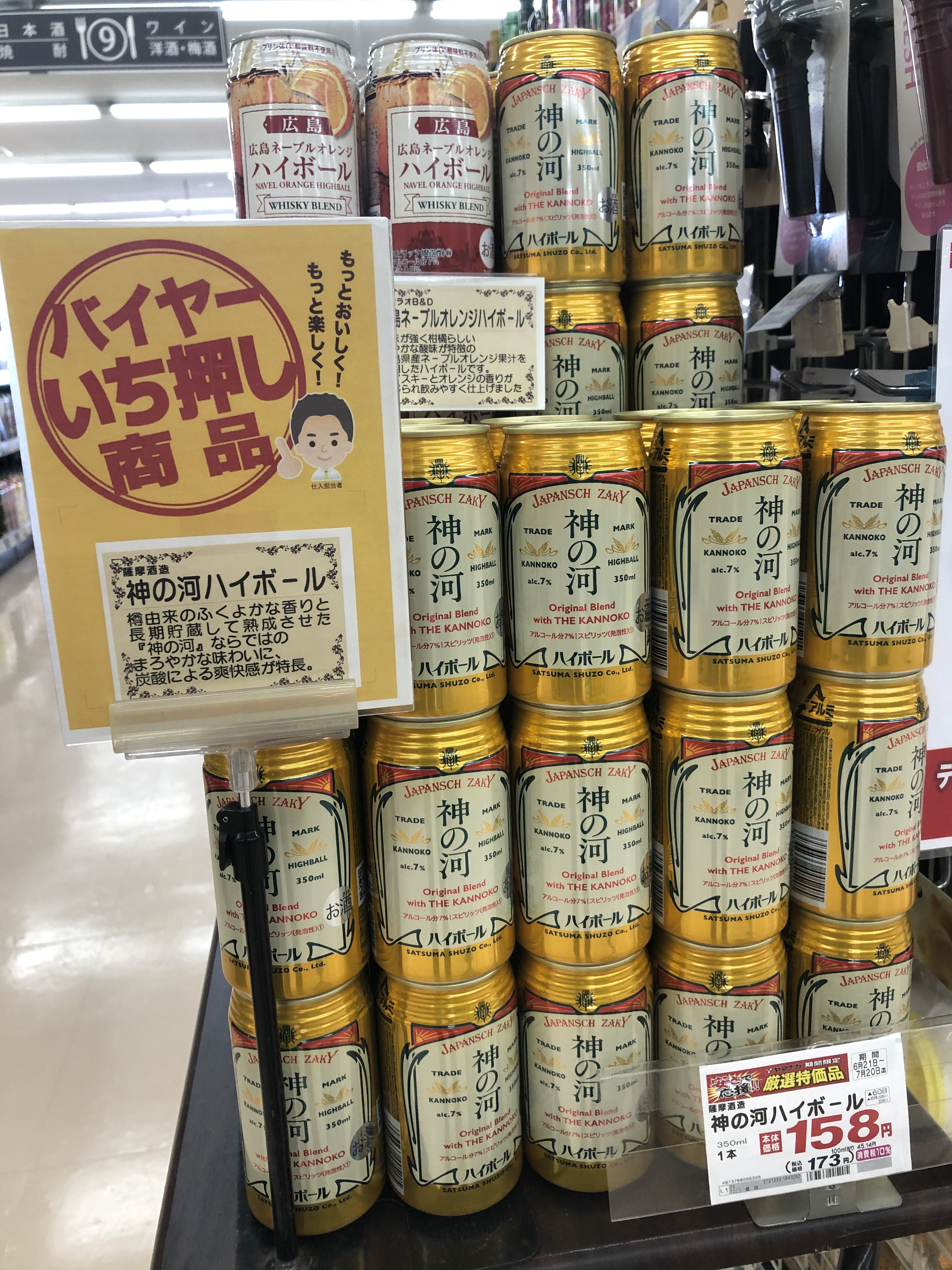
神の河ハイボール

### 焼酎
- 本格芋焼酎「さつま白波」
- 本格芋焼酎「黒白波」 - 黒麹を使用したさつま白波。
- 本格芋焼酎「さくら白波」 - 九州新幹線全線開業を記念して、東海道線の列車名「さくら」を冠している。黄麹を使用。中部地方以西の限定発売。
- 本格芋焼酎「伝承白波」
- 本格芋焼酎「我は海の子」
- 本格芋焼酎「さつま乙女」
- 本格芋焼酎「明治の正中」
- 本格芋焼酎「枕崎」
- 本格芋焼酎「赤薩摩」
- 本格麦焼酎「天つ風」
- 本格麦焼酎「神の河」
- 本格麦焼酎「琥珀の夢」
- 本格米焼酎「白鯨」
- 本格米焼酎「欧羅火」

### 飲料・健康食品
- かごしま知覧茶（清涼飲料水）
- ルイボス茶（清涼飲料水）
- 唐芋若葉のけっとう青汁（健康食品）
- 紫黄の力（健康食品）

### 過去に発売された商品
- 本格麦焼酎「おつだね」 - 当社初の麦焼酎。

## 提供番組
- ここがポイント!!池上彰解説塾→池上彰のニュースそうだったのか!!（テレビ朝日系列）
  - 現在の提供番組へ移る前は提供番組不明→ワールドプロレスリング→木曜時代劇→木曜ドラマ→ビートたけしのTVタックルの各複数社の一社として提供していた（現在の提供番組へ移ったのはそれまで筆頭の花王・桃屋・三菱自動車などが一斉に降板した直後位である。いずれもテレビ朝日）。
  - ご当地鹿児島県のテレビ朝日系列の鹿児島放送の大株主であり、その縁もあってテレビ朝日の番組のスポンサーを務めることが多い。
- 金曜プレステージ→土曜すぽると!（フジテレビ系列） - 「黒白波」名義。2014年9月27日をもって一時降板。
- 吉田類の酒場放浪記（BS-TBS）‐「白波」名義。
- 1990年代頃、ラジオ大阪の時報スポンサーを務めていたことがある。
- 現在、「黒白波」または「白波」のクレジット表記になっている。
  - この他、宮崎県や熊本県のローカルニュース番組でもスポンサーに付くことが多い。

## その他

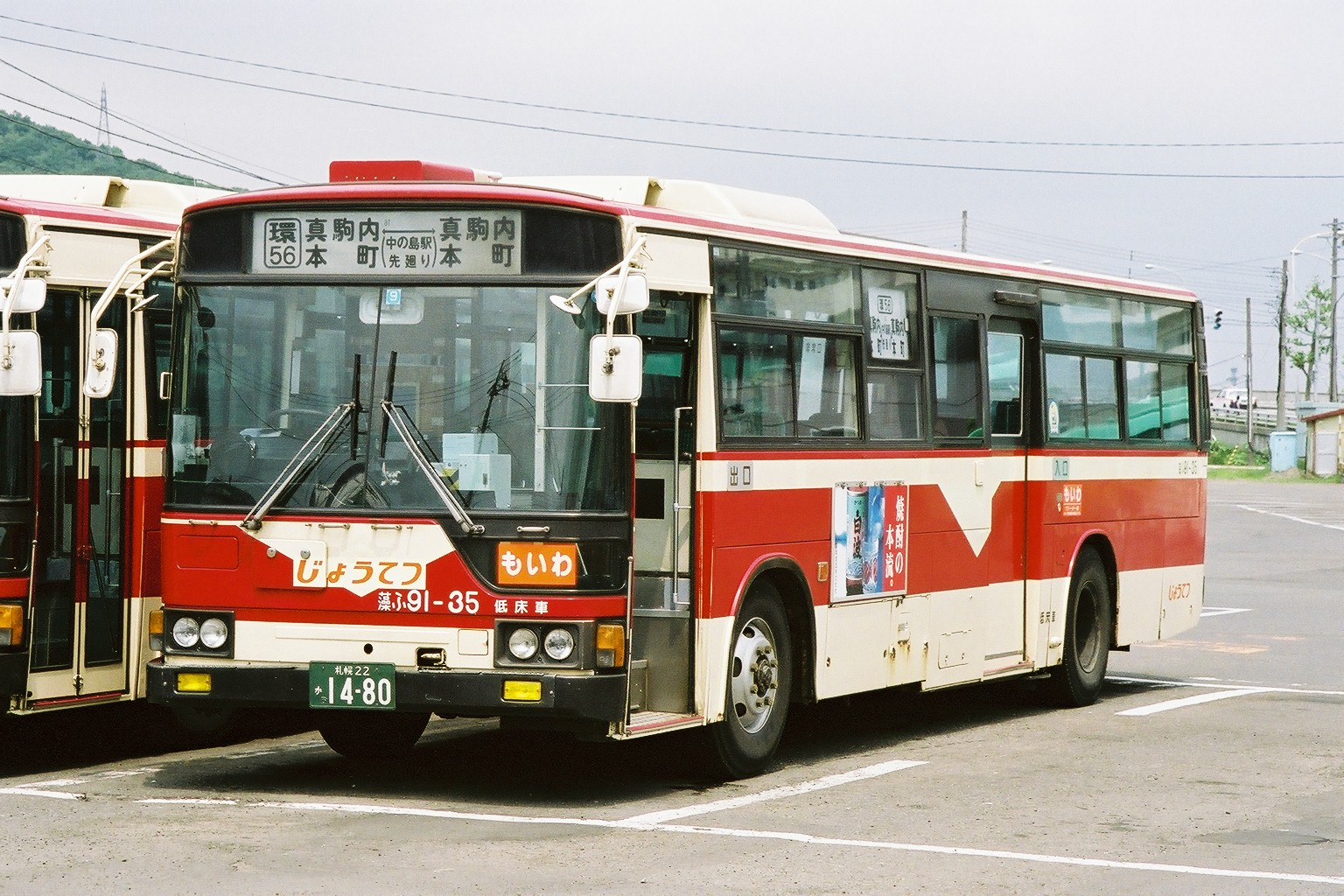
さつま白波の広告看板を付けた札幌市営バスの旧塗装車両（藻ふ91-35）。撮影当時（2003年6月）は車体に「じょうてつ」「もいわ」のステッカーが貼られていた。

- 北海道札幌市のじょうてつバス藻岩営業所の路線バスに、札幌市営バス時代から変わらず広告が掲げられている。
- 過去に東京都豊島区の池袋駅東口にネオンサインの看板を掲げていた。
- 映画監督、俳優であると同時に優れたエッセイストでもあった伊丹十三は、著書『再び女たちよ！』の「薯焼酎」の頁で、さつま白波を絶賛しており、焼酎の良さやお湯割りの作り方を詳細に紹介している。

## CM出演者
- 柳家金語楼 - 福岡進出時のCMに出演した[4]
- 三國連太郎（さつま白波）長年にわたりイメージキャラクターを務めた
- 小野寺昭（さつま白波）
- 倍賞美津子（さつま白波）
- MIE (現：未唯mie)（麦焼酎 おつだね）
- 芹沢博文（麦焼酎 おつだね）
- 森口瑤子（さつま白波）
- 役所広司（さつま白波）
- 森本レオ（さつま白波）
- 玉山鉄二（黒白波）
- 米倉涼子（黒白波）2014年11月10日より